# راکی بالبوآ (بازی ویدئویی)
راکی بالبوآ ( به انگلیسی Rocky Balboa ) عنوان یک بازی ویدئویی می باشد که توسط شرکت بازی سازی یوبی سافت براساس فیلمی به همین نام در سال ۲۰۰۷ تنها برای کنسول دستی پلی استیشن همراه ساخته شده است .